# Phrynocrinidae
Famille
Les Phrynocrinidae sont une famille de comatules.
Ce sont des crinoïdes fixes, qui vivent attachés au substrat par une tige calcaire. 

## Liste des genres
Selon World Register of Marine Species (16 juin 2014) :
- genre Phrynocrinus AH Clark, 1907
  - Phrynocrinus nudus AH Clark, 1907
- genre Porphyrocrinus Gislén, 1925
  - Porphyrocrinus incrassatus (Gislén, 1933)
  - Porphyrocrinus thalassae Roux, 1977
  - Porphyrocrinus verrucosus Gislén, 1925